# Хэй, Эндрю, 8-й граф Эррол
Эндрю Хэй, 8-й граф Эррол (англ. Andrew Hay, 8th Earl of Erroll; ок. 1531 — 8 октября 1585) — шотландский дворянин и политик.

## Биография
Сын Джорджа Хэя, 7-го графа Эррола (ок. 1508 — 1573) от его первой жены Маргарет Робертсон. Его отец унаследовал графство после смерти своего дяди Уильяма Хэя, 6-го графа Эрролла, который умер, оставив только маленькую дочь, Джин Хэй.
Пэрство Шотландии уникально тем, что позволяет титулам передаваться по женской линии. Джин вполне могла унаследовать графский титул в качестве графини Эррол. Вместо этого корона вела переговоры о наследовании Джорджа с условием, что он заплатит 4000 мерков вдове шестого графа Хелен, вдовствующей графине Эррол, и что один из его сыновей женится на Джин Хэй «по желанию короля».
30 января 1573 года после смерти своего отца Эндрю Хэй унаследова титулы 8-го графа Эррола и 9-го лорда Хэя.
Эндрю Хэй умер в октябре 1585 года. Король Шотландии Яков VI послал офицеров в его дом Логиалмомд в Пертшире и взял крупную сумму денег.

## Брак и дети
Около июня 1552 года Эндрю Хэй женился на своей двоюродной сестре леди Джин Хэй (ок. 1540 — август 1570), единственной дочери Уильяма Хэя, 6-го графа Эррола (1521—1541), и Хелен Стюарт. Сэр Джеймс Балфур Пол пишет, что документы свидетельствуют о том, что король Яков VI часто вмешиваемся в семейные дела графа Эррола и о явном недовольстве последнего его вмешательством. У супругов было четверо детей:
- Александр Хэй, глухонемой, был отстранён от наследования. В 1582 году король Яков VI Стюарт назначил хирурга из Данди Уильяма Дункана сопровождать Александра во Францию для получения медицинской помощи. Александр достиг совершеннолетия в июле 1584 года и был объявлен «безумным» в 1596 году.
- Фрэнсис Хэй, 9-й граф Эррол (30 апреля 1564 — 16 июля 1631), второй сын и преемник отца
- Томас Хэй (умер после 1610), также имел некоторые физические и психические проблемы; диагноз «сумасшедший» был поставлен в 1596 году
- леди Хелен (Хеленор) Хэй (ок. 1552—1627), муж с 1584 года Александр Ливингстон, 1-й граф Линлитгоу (? — 1621)

Его первая жена умерла в августе 1570 года. В 1581 году Эндрю Хэй женился на Агнес Синклер, дочери Джорджа Синклера, 4-го графа Кейтнесса (? — 1582), и Элизабет, дочери Уильяма Грэма, 2-го графа Монтроза. У них было трое детей:
- Джордж Хэй из Киллура, дед Джона Хэя, 12-го графа Эррола
- Уильям Хэй из Феттерлеттера
- леди Маргарет Хэй, умерла незамужней.

У восьмого графа также была незаконнорожденная дочь Агнес, которая вышла замуж за Патрика Брюса из Фингаска.
Его вторая жена, леди Агнес, пережила его. В сентябре 1587 года она пожаловалась Тайному совету на Колина Кэмпбелла из Глен-Лайона, который с отрядом из 100 человек ворвался в ее дом в Инчестуилле и напал на нее. Позже она вышла замуж за Александра Гордона из Стратдоуна, сына Джорджа Гордона, 5-го графа Хантли. Ей было предъявлено обвинение в государственной измене в 1596 году за пособничество восставшему Фрэнсису Стюарту, 5-му графу Ботвеллу. В 1598 году она отправила своего слугу Джона Смейла со списком покупок в Лондон, чтобы купить потребительскими товарами, взамен утраченных в 1593 и 1594 годах. Она написала Арчибальду Дугласу прося его помочь Смейлу и одолжить ему денег, если это необходимо.

## Обвинения
14 апреля 1604 года Тайный совет Шотландии обвинил Джорджа Хэя в «жестоком захвате его отчима» Александра Гордона в крепости Блэрфуди в Эдинбурге. Совет приказал ему раскрыть местонахождение Гордона его матери; 14 декабря 1619 года совет официально приказал Джорджу сохранить мир со своим сводным братом Александром Гордоном по поводу имения их матери.
В 1613 году Тайный совет предъявил Уильяму Хэю обвинение вместе с тремя другими (Александром Хэем из Брантхилла и его сыновьями Патриком и Джорджем) за «жестокое приставание» к нему.